# Ulica Stara w Warszawie
Ulica Stara – ulica na Nowym Mieście w Warszawie.

## Historia
Ulica stanowi relikt dwóch prostopadłych względem siebie ulic wytyczonych już podczas lokacji Nowego Miasta po roku 1408, kiedy to książę mazowiecki Janusz I Starszy nadał przywilej lokacyjny Nowej Warszawie. Odcinek wiodący od Rynku Nowego Miasta zwany był ulicą Tkaczy lub Dominikańską, i prowadził do ul. Rybaki. Odchodziła od niej ślepa uliczka zwana Zatylną lub Tylną, z racji położenia na tyłach zabudowy stojącej w pierzei Rynku Nowego Miasta, kończąca się na gruntach należących do zakonu Dominikanów z ulicy Freta.
Obecna nazwa – Stara – została nadana w roku 1701 dla obu prostopadłych względem siebie ulic, jednak połączenie do ul. Mostowej zostało przebite dopiero w roku 1910, po wcześniejszym uregulowaniu. Cała zabudowa ulicy, poza wzniesionymi w okresie powojennym budynkami Państwowego Zespołu Ognisk Wychowawczych (nr 4), jest przyporządkowana numeracji innych ulic.
W czasie powstania warszawskiego, od 12 sierpnia 1944 w budynku przy ul. Starej 6 znajdowały się stanowiska bojowe batalionu AL nr 3.

## Ważniejsze obiekty
- Zespół kościoła św. Kazimierza z klasztorem Sakramentek (Rynek Nowego Miasta 2)
- Zespół Kościoła św. Jacka z klasztorem Dominikanów (ul. Freta 8/10)